# هوانگ هاک-سون
هوانگ هاک-سون (انگلیسی: Hwang Hak-sun؛ زادهٔ ۱۰ اکتبر ۱۹۷۶) بازیکن فوتبال اهل کره شمالی است.